# Alberto López Fernández
Alberto López Fernández est un footballeur espagnol né le 20 mai 1969 à Irun.

## Carrière
- 1987-1989 : CD Pasajes  Espagne
- 1989-1993 : Real Sociedad B  Espagne
- 1992-2005 : Real Sociedad  Espagne
- 2006-2009 : Real Valladolid  Espagne

## Palmarès
- Championnat d'Espagne D2:
  - Vainqueur: 2007.